# El Dot (l'Esquirol)
El Dot és una masia de l'Esquirol (Osona) inclosa a l'Inventari del Patrimoni Arquitectònic de Catalunya.

## Descripció
Masia de planta quadrada (11x11) coberta a dues vessants amb el carener perpendicular a la façana situada a migdia. Consta de planta i primer pis. Presenta un annexa recent a la façana principal; s'accedeix pel portal d'entrada situada al primer pis, a través d'una escala. Dos annexes més a les façanes N i O. L'edifici és molt modest i no presenta cap eix de composició en les seves obertures. Totes les obertures tenen els emmarcaments de totxo. Gran part de l'aparell arquitectònic és de tàpia i totxo.

### Cabana
Cabana de planta rectangular i coberta a dues vessants amb el carener perpendicular a la façana orientada a ponent. En aquest sector presenta un gran arc de pedra picada, actualment tapiat amb pedra i uns grans ràfecs que sobresurten més d'un metre del mur. Els escairats són de pedra picada i la resta de pedra sense pica unida al morter de calç. És una antiga cabana que servia per guardar les garbes, davant l'era, i construïda amb rajols de terrissa. Els cavalls que sostenen la coberta són de roure i amb els caps de biga ben treballats a sota del ràfec. S'hi veuen indicis de diversos incendis. L'estat de conservació és bo.

## Història
Masia que pertany al terme de Sant Martí Sescorts, vinculat religiosament a Manlleu i civilment a la senyoria de Cabrerès. La seva demarcació forma part de la batllia de Cabrarès des del segle xv. Ara bé la parròquia de St. Martí Sescorts no es refon definitivament amb el municipi de l'Esquirol fins al 1824, quan el Consell de Castell va denegar l'existència de les "Masies de Santa Maria de Corcó", que havia funcionat entre el 1814 i el 1824, amb la capitalitat a Sant Martí Sescorts.